# Toolamaa (Räpina)
Toolamaa – wieś w Estonii, w prowincji Põlva, w gminie Räpina.